# Ridouane Harroufi
Ridouane Harroufi (Azrou, 30 juli 1981) is een Marokkaanse langeafstandsloper, die gespecialiseerd is in de halve en de hele marathon.

## Loopbaan
Op de wereldkampioenschappen voor junioren in 2000 eindigde Harroufi als zesde op de 1500 m. In 2003 werd hij tiende op het WK halve marathon in Vilamoura in een tijd van 1:02.46. Later dat jaar verbeterde hij zijn persoonlijk record naar 1:01.01 en won hiermee de halve marathon van Casablanca. Op 6 april 2008 won hij de Cherry Blossom 10-Mile Run in Washington D.C.

## Persoonlijke records
Baan
| Onderdeel | Prestatie | Datum        | Plaats     |
| --------- | --------- | ------------ | ---------- |
| 1500 m    | 3.36,57   |              |            |
| 3000 m    | 7.52,15   | 11 juni 2002 | Sotteville |
| 5000 m    | 13.34,4   | 10 juli 2004 | Barakaldo  |
| 10.000 m  | 28.20,67  | 8 juni 2008  | Eugene     |

Weg
| Onderdeel      | Prestatie | Datum           | Plaats     |
| -------------- | --------- | --------------- | ---------- |
| 10 km          | 27.51     | 27 maart 2010   | Charleston |
| 15 km          | 43.17     | 11 juli 2010    | Utica      |
| halve marathon | 1:01.01   | 19 oktober 2003 | Casablanca |
| 25 km          | 1:15.35   | 27 april 2008   | Hamburg    |
| 30 km          | 1:30.04   | 26 april 2009   | Londen     |
| marathon       | 2:10.14   | 2 november 2008 | Seoel      |

## Palmares

### 1500 m
- 2000: 6e WJK - 3.43,34

### 3000 m
- 2001: 4e Flanders Cup Transport GETAX Meeting in Tessenderlo - 7.59,2
- 2002:  Forbach International Meeting - 8.02,37

### 5000 m
- 2004:  Memorial Giovanni Maria Idda in Treviso - 13.45,2
- 2004:  Ayundtamiento de Barakaldo - 13.34,4

### 5 km
- 2007:  Seagate Elite in San Jose - 13.37

### 10 km
- 2002:  Giro dei Due Sassi in Matera - 29.14
- 2003:  Pasquetta in Gualtieri - 28.28
- 2005:  Trofeo Ricci in Porto Sant'Elpidio - 28.51
- 2005:  Trofeo Avis in Lagonegro - 28.57,0
- 2006:  Groet uit Schoorl Run - 29.01
- 2006:  Parelloop - 29.00
- 2007:  Bolder Boulder - 29.52
- 2008:  Dick's Sporting Goods Bolder Boulder - 28.32
- 2009:  Azalea Trail Run in Mobile - 28.14
- 2009:  Atlanta Journal-Constitution Peachtree - 28.02
- 2010:  Cooper River Bridge Run in Charleston - 27.51
- 2011:  Abraham Rosa International in Toa Baja - 29.44
- 2011:  Peachtree Road Race in Atlanta - 28.27
- 2012:  Abraham Rosa International in Toa Baja - 28.57

### 15 km
- 2009:  Utica Boilermaker - 43.56
- 2010: 4e Utica Boilermaker - 43.17
- 2011:  Utica Boilermaker - 43.30

### 10 Eng. mijl
- 2004:  Dieci Miglia del Garda - 48.15
- 2008:  Credit Union Cherry Blossom - 46.14
- 2009:  Credit Union Cherry Blossom - 45.56
- 2011:  Credit Union Cherry Blossom - 46.27

### halve marathon
- 2003:  halve marathon van Casablanca - 1:01.01
- 2003:  halve marathon van Centobuchi - 1:04.29
- 2003:  halve marathon van Pistoia - 1:03.34
- 2003: 4e halve marathon van Lille (Rijsel) - 1:01.54
- 2003: 10e WK in Vilamoura - 1:02.46
- 2005:  halve marathon van Ferrara - 1:03.47
- 2005: DNF WK in New Delhi
- 2006:  halve marathon van Marrakech - 1:02.06
- 2007:  halve marathon van Virginia Beach - 1:03.43,6
- 2007:  halve marathon van Dallas - 1:03.03
- 2008:  halve marathon van Austin - 1:03.12
- 2008:  halve marathon van Albuquerque - 1:06.36
- 2008:  halve marathon van San Jose - 1:01.57
- 2009:  halve marathon van New York - 1:02.32
- 2010: 4e halve marathon van Coamo - 1:04.38
- 2010:  halve marathon van Albuquerque - 1:09.04,4
- 2011:  halve marathon van Indianapolis - 1:02.46
- 2011:  halve marathon van Coban - 1:04.15
- 2013:  halve marathon van Coamo - 1:03.04
- 2019: 15e halve marathon van Valencia - 1:01.14

### marathon
- 2005: 25e marathon van Rotterdam - 2:21.11,6
- 2006: 11e marathon van Seoel - 2:16.19
- 2007: 9e marathon van Nashville - 2:21.32
- 2008: 4e marathon van Houston - 2:14.36
- 2008: 12e marathon van Hamburg - 2:12.36
- 2008: 5e marathon van Seoel - 2:10.14
- 2009: 44e marathon van Londen - 2:28.52
- 2010: 9e marathon van Chicago - 2:13.01
- 2011: 16e marathon van Marrakech - 2:19.48
- 2011: 9e marathon van Fukuoka - 2:13.40

### overige afstanden
- 2011:  Bay to Breakers (12 km) – 34.26

### veldlopen
- 1999: 48e WK junioren - 28.39
- 2000: 29e WK veldlopen junioren - 24.52
- 2004: 63e WK veldlopen (lange afstand) - 38.57